# Antherotoma afzelii
Antherotoma afzelii är en tvåhjärtbladig växtart som beskrevs av Joseph Dalton Hooker. Antherotoma afzelii ingår i släktet Antherotoma och familjen Melastomataceae. Inga underarter finns listade i Catalogue of Life.